# Naisten Suomen Cup
Der Naisten Suomen Cup ist der finnische Fußballpokalwettbewerb der Frauen. Dieser wurde erstmals im Jahr 1981 ausgetragen. Aktueller Titelträger und Rekordsieger ist die Mannschaft von HJK Helsinki.

## Finalspiele
Folgende Finalspiele wurden ausgetragen
| Jahr | Sieger               | Finalgegner           | Ergebnis              | Austragungsort                     | Zuschauer |
| ---- | -------------------- | --------------------- | --------------------- | ---------------------------------- | --------- |
| 1981 | HJK Helsinki         | Kemin Into            | 0:0 n. V., 4:3 i. E.  | Töölön pallokenttä, Helsinki       | 265       |
| 1982 | Kemin Into           | Turun Pyrkivä         | 2:1                   | Kupittaan jalkapallostadion, Turku |           |
| 1983 | Puotinkylän Valtti   | Koparit               | 4:1                   | Olympiastadion Helsinki            | 800       |
| 1984 | HJK Helsinki         | Kemin Into            | 2:0                   | Olympiastadion, Helsinki           | 500       |
| 1985 | HJK Helsinki         | Puotinkylän Valtti    | 3:0                   | Olympiastadion, Helsinki           | 500       |
| 1986 | HJK Helsinki         | Herttoniemen Toverit  | 3:0                   | Olympiastadion, Helsinki           | 300       |
| 1987 | Herttoniemen Toverit | Turun Pyrkivä         | 5:1                   | Olympiastadion, Helsinki           | 1000      |
| 1988 | Herttoniemen Toverit | HJK Helsinki          | 2:1                   | Olympiastadion, Helsinki           | 733       |
| 1989 | Herttoniemen Toverit | PP-Futis              | 1:0                   | Olympiastadion, Helsinki           | 800       |
| 1990 | Helsinki United      | Kontulan Urheilijat   | 3:2                   | Olympiastadion, Helsinki           | 520       |
| 1991 | HJK Helsinki         | FC Ilves              | 2:2 n. V., 3:2 i. E.  | Olympiastadion, Helsinki           | 500       |
| 1992 | HJK Helsinki         | Kontulan Urheilijat   | 2:1 n. V.             | Olympiastadion, Helsinki           | 521       |
| 1993 | HJK Helsinki         | Kontulan Urheilijat   | 4:0                   | Leppävaaran urheilupuisto, Espoo   | 288       |
| 1994 | Turun Pyrkivä        | HJK Helsinki          | 2:0                   | Turku                              | 250       |
| 1995 | Kontulan Urheilijat  | Tikkurilan Palloseura | 3:0                   | Olympiastadion, Helsinki           | 1381      |
| 1996 | Puistolan Urheilijat | HJK Helsinki          | 2:1                   | Leppävaaran urheilupuisto, Espoo   |           |
| 1997 | Malmin Palloseura    | FC Ilves              | 3:1 n. V.             | Töölön pallokenttä, Helsinki       | 200       |
| 1998 | HJK Helsinki         | Malmin Palloseura     | 3:1                   | Töölön pallokenttä, Helsinki       | 250       |
| 1999 | HJK Helsinki         | FC United             | 3:1                   | Tammelan stadion, Tampere          |           |
| 2000 | HJK Helsinki         | FC United             | 3:0                   | Myyrmäen jalkapallostadion, Vantaa | 442       |
| 2001 | FC United            | HJK Helsinki          | 2:1                   | Talin jalkapallohalli, Helsinki    | 161       |
| 2002 | HJK Helsinki         | FC United             | 3:0                   | Myyrmäen jalkapallostadion, Vantaa | 384       |
| 2003 | Malmin Palloseura    | HJK Helsinki          | 1:0                   | Töölön jalkapallostadion, Helsinki |           |
| 2004 | FC United            | HJK Helsinki          | 1:0                   | Töölön jalkapallostadion, Helsinki | 510       |
| 2005 | FC United            | FC Espoo              | 1:0                   | Töölön jalkapallostadion, Helsinki | 442       |
| 2006 | HJK Helsinki         | FC United             | 3:0                   | Töölön jalkapallostadion, Helsinki | 886       |
| 2007 | HJK Helsinki         | FC Honka              | 3:1 n. V.             | Töölön jalkapallostadion, Helsinki | 365       |
| 2008 | HJK Helsinki         | FC Kuusysi            | 3:1                   | Töölön jalkapallostadion, Helsinki | 370       |
| 2009 | FC Honka             | HJK Helsinki          | 1:0                   | Töölön jalkapallostadion, Helsinki |           |
| 2010 | HJK Helsinki         | FC Ilves              | 2:1                   | Töölön jalkapallostadion, Helsinki | 437       |
| 2011 | PK-35 Vantaa         | FC Ilves              | 2:0                   | Töölön jalkapallostadion, Helsinki | 419       |
| 2012 | PK-35 Vantaa         | Pallokissat           | 2:1                   | Töölön jalkapallostadion, Helsinki | 358       |
| 2013 | PK-35 Vantaa         | HJK Helsinki          | 2:0                   | Töölön jalkapallostadion, Helsinki | 391       |
| 2014 | FC Honka             | FC Ilves              | 2:1 n. V.             | Töölön jalkapallostadion, Helsinki | 1439      |
| 2015 | FC Honka             | HJK Helsinki          | 4:3                   | Töölön jalkapallostadion, Helsinki | 1822      |
| 2016 | PK-35 Vantaa         | FC Honka              | 2:0                   | Harjun stadion, Jyväskylä          |           |
| 2017 | HJK Helsinki         | PK-35 Vantaa          | 1:0                   | Myyrmäen jalkapallostadion, Vantaa | 250       |
| 2019 | HJK Helsinki         | Åland United          | 1:0                   | Töölön jalkapallostadion, Helsinki | 686       |
| 2020 | Åland United         | TiPS                  | 2:1                   | Myyrmäki Stadium                   | 525       |
| 2021 | Åland United         | PK-35                 | 1:1 n. V., 4.2. i. E. | Olympiastadium, Helsinki           | 506       |
| 2022 | Åland United         | HJK Helsinki          | 2:0                   | Olympiastadium, Helsinki           | 1291      |
| 2023 | Kuopion PS           | HJK Helsinki          | 5:0                   | Olympiastadium, Helsinki           | 1382      |
| 2024 | HJK Helsinki         | FC Honka              | 2:1                   | Tammelan Stadion Tampere           | 712       |